# Sailly-lez-Cambrai
Sailly-lez-Cambrai é uma comuna francesa na região administrativa de Altos da França, no departamento do Norte. Estende-se por uma área de 3.28 km². Em 2010 a comuna tinha 466 habitantes (densidade: 142,1 hab./km²).